# Saint-Cyr-en-Talmondais
Saint-Cyr-en-Talmondais – miejscowość i gmina we Francji, w regionie Kraj Loary, w departamencie Wandea.
Według danych na rok 1990 gminę zamieszkiwały 274 osoby, a gęstość zaludnienia wynosiła 20 osób/km² (wśród 1504 gmin Kraju Loary Saint-Cyr-en-Talmondais plasuje się na 1003. miejscu pod względem liczby ludności, natomiast pod względem powierzchni na miejscu 838.).